# Thyridiphora furia
Thyridiphora furia is een vlinder uit de familie grasmotten (Crambidae). De wetenschappelijke naam is voor het eerst gepubliceerd in 1884 door Charles Swinhoe.

## Verspreiding
De soort komt voor in Griekenland, Cyprus, Turkije, Libanon, Israël, Irak, Saoedi-Arabië, Jemen, Pakistan, India, Niger, Ethiopië, Kameroen, Kenia, Tanzania, Zuid-Afrika, Seychellen (Aldabra en Cosmoledo).

## Waarplanten
In de Seychellen is vastgesteld dat de rups op Capparis cartilaginea (Capparidaceae) leeft.